# Brevet d'études professionnelles
Pour les articles homonymes, voir Brevet (homonymie) et BEP.
Le brevet d'études professionnelles (BEP) est un ancien diplôme d'études secondaires et un diplôme d'enseignement professionnel créé en 1967. Le BEP était généralement demandé pour effectuer un baccalauréat professionnel de 2 ans, à la suite de la création de ce dernier en 1985. De 2009 à 2021, le BEP est un diplôme intermédiaire qui se passe au cours de l'année de première professionnelle pour les élèves qui préparent un baccalauréat professionnel. Le BEP pouvait aussi se préparer en candidat libre ou être obtenu par validation des acquis professionnels.
Le BEP est supprimé à la rentrée 2021 et le baccalauréat professionnel se prépare en trois ans après la classe de troisième.

## Généralités

Le études secondaires en France après la suppression du BEP.

Le BEP est un diplôme de niveau V (niveau 3 au RNCP), supprimé en 2021 accompagné d’une spécialité. L’examen comporte cinq unités obligatoires (cinq épreuves).
Il offre à son détenteur une qualification plus large (selon une dominante) que le Certificat d'aptitude professionnelle (CAP), prévu lui pour un métier donné.
Il a eu vocation à être un diplôme intermédiaire du baccalauréat professionnel, avant la réforme de 2020.
Le BEP est abrogé à la rentrée 2021.

## Liste des BEP
- Gestion Administration
  - Métiers des services administratifs
- Agroalimentaire
  - Brevet d'études professionnelles Alimentation
    - Dominante boulanger
    - Dominante charcutier traiteur
    - Dominante pâtissier glacier chocolatier confiseur
    - Dominante poissonnier
    - Dominante préparateur en produits carnés

  - Brevet d’études professionnelles Bioservices
    - Dominante agent technique d'alimentation
- Aquaculture
  - Brevet d’études professionnelles Maritime cultures marines
- Arts graphiques
  - Brevet d’études professionnelles Métiers de la mode et des industries connexes
    - Dominante chaussure
    - Dominante couture flou
    - Dominante entretien des articles en entreprises artisanales
    - Dominante fourrure
    - Dominante maroquinerie
    - Dominante mode et chapellerie
    - Dominante prêt-à-porter
    - Dominante sellerie générale
    - Dominante tailleur dame
    - Dominante tailleur homme
    - Dominante vêtement de peau
- Automatismes
  - Brevet d’études professionnelles Maintenance des équipements de commande des systèmes industriels
  - Brevet d’études professionnelles Maintenance des Équipements Industriel (anciennement MSMA)
- Automobile
  - Brevet d’études professionnelles Carrosserie
    - Dominante construction
    - Dominante réparation

  - Brevet d’études professionnelles Maintenance des véhicules et des matériels
    - Dominante matériels de parcs et jardins
    - Dominante matériels de travaux publics et de manutention
    - Dominante motocycles
    - Dominante tracteurs et matériels agricoles
    - Dominante véhicules industriels
    - Dominante voitures particulières
- Bâtiment enveloppe
  - Brevet d’études professionnelles Bois et matériaux associés
    - Dominante charpente
    - Dominante fabrication industrielle de mobilier et de menuiserie
    - Dominante menuiserie agencement
    - Dominante première transformation du bois

  - Brevet d'études professionnelles Technique du toit
- Bâtiment - gros œuvre
  - Brevet d’études professionnelles Techniques du gros œuvre du bâtiment
  - Brevet d’études professionnelles Travaux publics
    - Dominante ouvrage d'art et d'équipement industriel
    - Dominante réseaux et canalisations
    - Dominante routes et travaux analogues
- Bâtiment - second œuvre
  - Brevet d’études professionnelles Bois et matériaux
    - Dominante charpente
    - Dominante fabrication industrielle de mobilier et de menuiserie
    - Dominante menuiserie agencement
    - Dominante première transformation du bois

  - Brevet d’études professionnelles
    - Dominante peinture vitrerie revêtement
    - Dominante plâtrerie : plâtres et préfabriqués
    - Dominante plâtrerie et peinture
    - Dominante sols et moquettes

  - Brevet d’études professionnelles Techniques des installations sanitaires et thermiques
  - Brevet d’études professionnelles Techniques des métaux, du verre et des matériaux de synthèse du bâtiment
    - Domaine d'application ouvrages de serrurerie-métallerie
    - Domaine d'application ouvrages en aluminium, verre et matériaux de synthèse

  - Brevet d’études professionnelles Techniques du froid et du conditionnement d’air
- Bâtiment - travaux
  - Brevet d’études professionnelles Techniques de l’architecture et de l’habitat
  - Brevet d’études professionnelles Techniques du géomètre et de la topographie
  - Brevet d’études professionnelles Travaux publics
    - Dominante ouvrage d'art et d'équipement industriel
    - Dominante réseaux et canalisations
    - Dominante routes et travaux analogues
- Chimie
  - Brevet d’études professionnelles Métiers des industries de procédés : industries chimiques, bio-industries, traitement des eaux, industries papetières
- Commerce
  - Brevet d’études professionnelles Logistique et commercialisation
  - Brevet d’études professionnelles Optique-lunetterie
  - Brevet d’études professionnelles Vente action marchande
- Comptabilité
  - Brevet d’études professionnelles Métiers de la comptabilité
- Construction navale
  - Brevet d’études professionnelles Maintenance des véhicules automobiles dominante bateaux de plaisance et de pêche
    - Dominante bateaux de plaisance et de pêche
- Électrotechnique
  - Brevet d’études professionnelles Métiers de l’électrotechnique
- Électronique
  - Brevet d’études professionnelles Installateur-conseil en équipement électroménager (dernière session d’examen en 2008)
  - Brevet d’études professionnelles Métiers de l’électronique
  - Brevet d’études professionnelles Systèmes Électroniques Numériques (dernière session d'examen en 2017)
  - Brevet d'études professionnelles Systèmes Numériques
- Énergie
  - Brevet d’études professionnelles Agent en assainissement radioactif
  - Brevet d’études professionnelles Techniques des installations sanitaires et thermiques
  - Brevet d’études professionnelles Techniques du froid et du conditionnement d’air
- Environnement
  - Brevet d’études professionnelles Agent en assainissement radioactif (diplôme supprimé en 2008, remplacé par le Bac Pro Environnement Nucléaire)
  - Brevet d’études professionnelles Métiers des industries de procédés : industries chimiques, bio-industries, traitement des eaux, industries papetières
- Hôtellerie
  - Brevet d’études professionnelles Métiers de la restauration et de l’hôtellerie
    - Dominante production culinaire
    - Dominante production de services
- Industries graphiques
  - Brevet d’études professionnelles Métiers de la communication et des industries graphiques
- Matériaux
  - Brevet d’études professionnelles Métiers de la plasturgie
  - Brevet d’études professionnelles Mise en œuvre des matériaux option céramiques
  - Brevet d’études professionnelles Mise en œuvre des matériaux option matériaux métalliques moulés
  - Brevet d’études professionnelles Techniques des métaux, du verre et des matériaux de synthèse du bâtiment
    - Domaine d'application ouvrages de serrurerie-métallerie
    - Domaine d'application ouvrages en aluminium, verre et matériaux de synthèse

  - Brevet d’études professionnelles Mise en œuvre des matériaux option matériaux textiles
- Mécanique
  - Brevet d’études professionnelles maritime Mécanicien[8],[9],[10],[11]
  - Brevet d’études professionnelles Métiers de la production mécanique informatisée
  - Brevet d'études professionnelles
    - Dominante moules et modèles céramiques

  - Brevet d’études professionnelles Productique mécanique option décolletage
  - Brevet d’études professionnelles Productique mécanique option usinage
- Papier carton
  - Brevet d’études professionnelles Métiers des industries de procédés : industries chimiques, bio-industries, traitement des eaux, industries papetières
- Pêche
  - Brevet d’études professionnelles maritime Pêche
- Propreté
  - Brevet d’études professionnelles Métiers de l’hygiène, de la propreté et de l’environnement
- Restauration
  - Brevet d’études professionnelles Métiers de la restauration et de l’hôtellerie
    - Dominante production culinaire
    - Dominante production de services
- Santé
  - Brevet d’études professionnelles Carrières sanitaires et sociales
  - Brevet d’études professionnelles Optique-lunetterie
  - Brevet d'études professionnelle Services aux personnes
- Secrétariat
  - Brevet d'études professionnelles Métiers du secrétariat
- Transport
  - Brevet d’études professionnelles Conduite et services dans le transport routier (CSTR)
  - Brevet d’études professionnelles Logistique et commercialisation
  - Brevet d’études professionnelles maritime Marin du commerce
  - Brevet d’études professionnelles maritime
  - Brevet d’études professionnelles maritime Pêche
- Travail des métaux
  - Brevet d’études professionnelles Réalisation d'ouvrages chaudronnés et de structures métalliques